# علا عوض

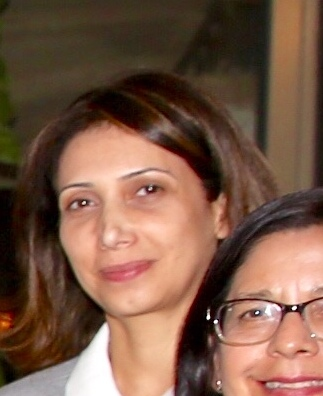
علا عوض خلال زيارة وزيرة الخارجية الإكوادورية إلى دولة فلسطين في عام 2017

علا فرح محمد عوض (وُلدت في عام 1975 في القُدس – ) إحصائية واقتصادية فلسطينية، تشغل منصب رئيسة الجهاز المركزي للإحصاء الفلسطيني.

## التحصيل العلمي
حصلت علا عوض على درجة البكالوريوس في الاقتصاد ودرجة الماجستير في الإحصاء التطبيقي من جامعة بيرزيت، وأيضًا درجة الماجستير في إدارة الأعمال من جامعة بوسطن، وعلى درجة الدكتوراه في إدارة الأعمال من جامعة ليفربول، بالإضافة إلى شهادة الدكتوراة الفخرية في الإدارة والتدريب والبحوث الإحصائية والتخطيط من جامعة الحياة الجديدة.

## الحياة العملية
عُينت في 6 يناير 2011، رئيسًا للجهاز المركزي للإحصاء الفلسطيني، بعد عامين من توليها منصب القائم بأعمال رئيس الجهاز.
مُنحت في 13 أبريل 2014 درجة وزير.
في 31 أغسطس 2017، عُينت عضوًا ضمن المندوبين الفلسطينيين في اللجنة القطرية الدائمة لدعم القدس.
في 3 فبراير 2018، شُكل مجلس إدارة المجلس الأعلى للإبداع والتميز للمرة الثانية، وعينها الرئيس محمود عباس عضوةً فيه حيث استمرت حتى 1 أبريل 2024.
في 4 أغسطس 2018، عُينت عضوةً في مجلس أمناء جامعة الأزهر في غزة.
في 13 ديسمبر 2018، عُينت عضوةً في اللجنة العليا للإشراف على جمع بيانات إحصائية حول فلسطينيي الشتات بصفتها رئيسًا للجهاز المركزي للإحصاء الفلسطيني.
في 3 فبراير 2022، عُينت عضوةً في مجلس أمناء جامعة القدس المفتوحة.
في 12 أبريل 2025، عُينت عضوةً في مجلس إدارة شركة صندوق الاستثمار الفلسطيني اعتبارًا من 1 أبريل 2025.